# Poecilosomella nepalensis
Poecilosomella nepalensis är en tvåvingeart som beskrevs av Deeming 1969. Poecilosomella nepalensis ingår i släktet Poecilosomella och familjen hoppflugor. Inga underarter finns listade i Catalogue of Life.